# Stelling van Looman-Menchoff
In de complexe analyse, een deelgebied van de wiskunde, stelt de stelling van Looman–Menchoff, dat een continue complex-waardige functie, die op een open verzameling van het complexe vlak is gedefinieerd, holomorf is, dan en slechts dan als deze functie voldoet aan de Cauchy-Riemann-vergelijkingen. Het is een veralgemening van de stelling van Goursat. In plaats van de continuïteit van {\displaystyle f} aan te nemen, neemt men de Fréchet-differentieerbaarheid van de functie aan, indien bekeken als een functie van een deelverzameling van {\displaystyle \mathbb {R} ^{2}} naar {\displaystyle \mathbb {R} ^{2}}.
Een complete formulering van de stelling luidt:
Laat {\displaystyle \Omega } een open verzameling in {\displaystyle \mathbb {C} } zijn en {\displaystyle f:\Omega \to \mathbb {C} } een continue functie. Neem aan dat de partiële afgeleides {\displaystyle \partial f/\partial x} en {\displaystyle \partial f/\partial y} overal in Ω bestaan. Dan is {\displaystyle f} dan en slechts dan holomorf, als zij voldoet aan de Cauchy-Riemann-vergelijking:
{\displaystyle {\frac {\partial f}{\partial x}}+i{\frac {\partial f}{\partial y}}=0}